# ینی حیات (قوسار)
ینی‌حیات (به ترکی آذربایجانی: Yeni Həyat) یک منطقه مسکونی در جمهوری آذربایجان است که در شهرستان قوسار واقع شده‌است. ینی‌حیات ۷۱۱ نفر جمعیت دارد. دهستان ینی‌حیات شامل روستاهای ینی حیات و لنگی است.